# Країна посмішок
«Країна посмішок» (нім. Das Land des Lächelns)  — оперета в трьох актах австро-угорського композитора Франца Легара. Вперше поставлена в Берлінському театрі «Метрополь» 10 жовтня 1929 року. Автори лібрето: Людвіг Герцер, Фріц Льонер-Біда. Оперета мала великий успіх у публіки багатьох країн, а знаменита арія Су-Хонга « Я віддав тобі моє серце» ( нім. Dein ist mein ganzes Herz донині входить в репертуар відомих оперних і опереточних тенорів світу. 

## Історія
В лютому 1923 року Легар закінчив свою нову оперету «Жовта кофта», лібрето якої написав Віктор Леон. Публіка сприйняла оперету прохолодно. У 1929 році лібретист Людвіг Герцер і Фріц Льонер-Біда представили значно перероблену версію, Легар також переробив партитуру і включив ряд нових номерів. Перше показ відбувся в Берліні під назвою «Країна посмішок», навіяним іспанською постановкою «Жовтої кофти», що йшла під цією назвою (El pais de la sonrisa). Головну роль принца Су-Хонга співав Ріхард Таубер. Успіх на цей раз був величезним, а арію «Я віддав тобі моє серце» йому довелося повторювати на біс 4 рази. У Відні оперета з'явилася в наступному році (1930) і також мала великий успіх. 

## Основні дійові особи
| Персонаж                       | Ім'я в оригіналі            | голос   |
| ------------------------------ | --------------------------- | ------- |
| Ліза, дочка графа Ліхтенфельза | Lisa                        | сопрано |
| Граф Густав фон Поттенштайн    | Graf Gustav von Pottenstein | тенор   |
| Су-Хонг, китайський принц      | Sou-Chong                   | тенор   |
| Принцеса Мі, сестра Су-Хонга   | Mi                          | сопрано |
| Чанг, дядько Су-Хонга          | Tschang                     | баритон |

## Сюжет

### Акт I
Відень, 1912 рік. Лізу, дочку графа Ліхтенфельза, любить молодий граф Густав, але вона закохується на балу в китайського принца Су-Хонга, і той відповідає їй взаємністю. Коли принца викликають на батьківщину, Ліза вирішує його супроводжувати. 

### Акт II
Китай. Чанг, дядько принца, вимагає від Су-Хонга порвати з Лізою і взяти собі, як годиться принцу, чотирьох маньчжурських дружин. З'являється вірний Густав, в якого закохується молодша сестра Су-Хонга, Мі. Густаву вона теж не байдужа, але перш за все він хоче виручити Лізу. 

### Акт III
Нетиповий для оперети сумний фінал: обидві закохані пари змушені з сумом розлучитися. 

## Музичні номери
1. Увертюра
2. Сцена балу
3. Дует Лізи і Густава (Freunderl, mach dir nix draus)
4. Вихідна арія Су-Хонга (Immer nur laecheln)
5. Дует Лізи і Су-Хонга (Bei einem Tee a deux)
6. Перша арія Су-Хонга (Von Apfelblueten einen Kranz)
7. Танець Мі.
8. Фінал I акту
9. Інтродукція
10. Дует Лізи і Су-Хонга (Dich sehe ich)
11. Балет
12. Дует Лізи і Густава ( 'Als Gott die Welt erschuf)
13. Друга арія Су-Хонга ( Dein ist mein ganzes Herz )
14. Китайське весілля
15. Арія Лізи (Alles Vorbei)
16. Фінал II акта
17. Дует Густава і Мі (Zig, zig)
18. Арія Мі (Wie rasch verwelkte doch)
19. Фінал III акта

## Кіноверсії
За оперетою неодноразово знімали фільми: 
- The Land of Smiles (1930 film)[en] (1930), режисер Макс Райхманн, в головній ролі Ріхард Таубер і Марія Лосєва.
- The Land of Smiles (1952 film)[en] (1952), режисери Ганс Деппа і Ерік Оді, в ролях Марта Еггерт і Ян Кепура.
- 1961 в головній ролі Герхард Рідманн, озвучував Фріц Вундерліх.
- 1962 телефільм, Австралія.[2]
- 1974, телефільм, в ролях Рене Колло, Дагмар Коллер, Хайнц Зеднік, режисер Артур Марія Рабенальт.